# Jan Timmer

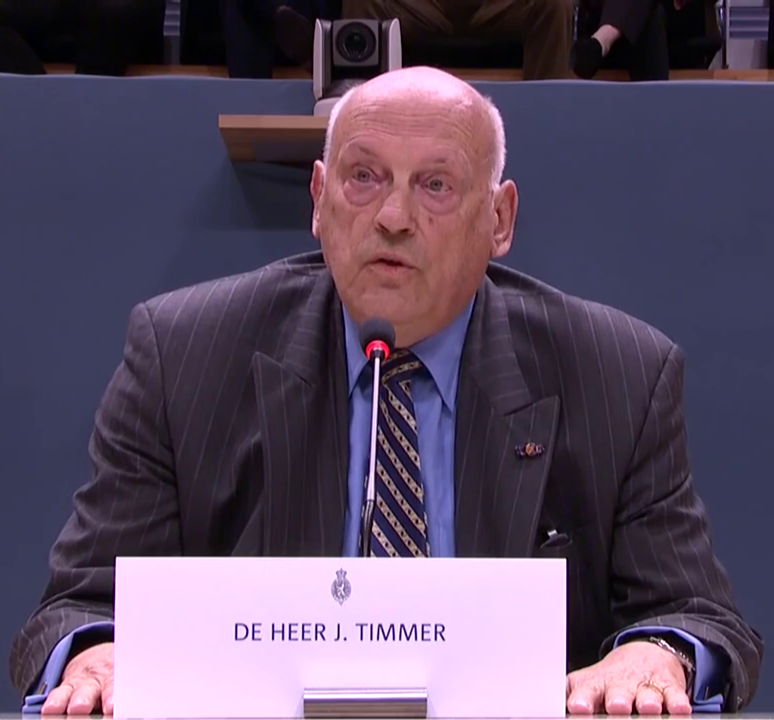
Jan Timmer, 2015

Jan Dirk Timmer (* 20. Februar 1933 in Lienden) ist ein niederländischer Unternehmer.

## Leben
1952 trat Jan Timmer in den Philips-Konzern ein. Im Jahr 1963 wurde er dem Management der  Philips-Niederlassung in Äthiopien zugeteilt. 1968 wurde er Leiter des Philips-Regionalbüros für  Afrika. 1970 wurde er Mitglied im Corporate Staff Bureau, 1973 wurde er  zum Direktor ernannt. 1977 wurde er mit der Leitung der Philips-Aktivitäten  (Philips Electronics Holdings Ltd.) in Südafrika beauftragt, wechselte  er 1981 in das Group Management der Musik-Tochter Polygram International Ltd., deren Leitung er 1983 als Präsident und Chief Executive Officer übernahm. Timmer führte das Musikunternehmen des Philips-Konzerns zu seiner heutigen internationalen Bedeutung. 1987 wurde er Mitglied des Philips Group Management Committee (Konzernrat) und Chairman des Ressorts  Unterhaltungselektronik. Von 1990 bis 1996 war Jan Timmer Vorstandsvorsitzender des Philips-Konzerns und übergab sein Amt an Cor Boonstra.